# Manuscrito de fray Matías de Sobremonte

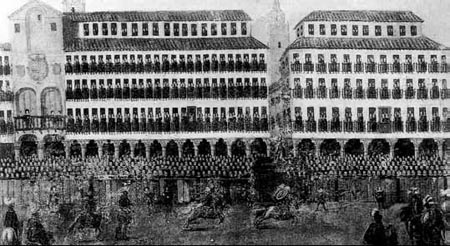
Representación de la Plaza Mayor de Valladolid con el Convento de San Francisco al fondo en una pintura de 1656.

El Manuscrito de fray Matías de Sobremonte es un documento sobre la historia, arquitectura, arte y artistas del desaparecido convento de San Francisco de la ciudad de Valladolid (España). Fue redactado durante los seis últimos meses de 1660, con prólogo del propio autor, el padre franciscano Matías de Sobremonte, fechado el 20 de diciembre de ese mismo año. Se considera este documento como la fuente principal y fidedigna para conocer casi todo lo relativo a dicho convento (hasta el siglo XVII), extinguido y derribado en 1836, que tuvo una historia muy vinculada a la propia historia de la ciudad de Valladolid y que guardó innumerables obras de arte desaparecidas, cuyo recuerdo no se ha perdido gracias a la descripción que de ellas se hace en el manuscrito referido.
Actualmente, el manuscrito se encuentra en la Biblioteca Nacional de España, catalogado con la signatura MSS/19351.

## El hallazgo
Se sabía de la existencia de esta obra y había sido citada en varias ocasiones por eruditos escritores de los siglos XVIII, y XIX, que además declaraban ignorar su paradero.
En junio de 1904, el erudito vallisoletano Antonio de Nicolás publicó en el Boletín n.º 18 de la Sociedad Castellana de Excursiones un artículo titulado Un manuscrito curioso, dando cuenta de cómo dicho manuscrito había llegado a sus manos. La obra había sido salvada y guardada en perfecto estado (desde la demolición del convento de San Francisco) por fray Calixto Fernández Cebador, capellán del convento femenino de las Descalzas Reales de Valladolid, que con anterioridad había sido corista y exclaustrado del convento de San Francisco donde profesó en su juventud y donde pasó toda su vida.

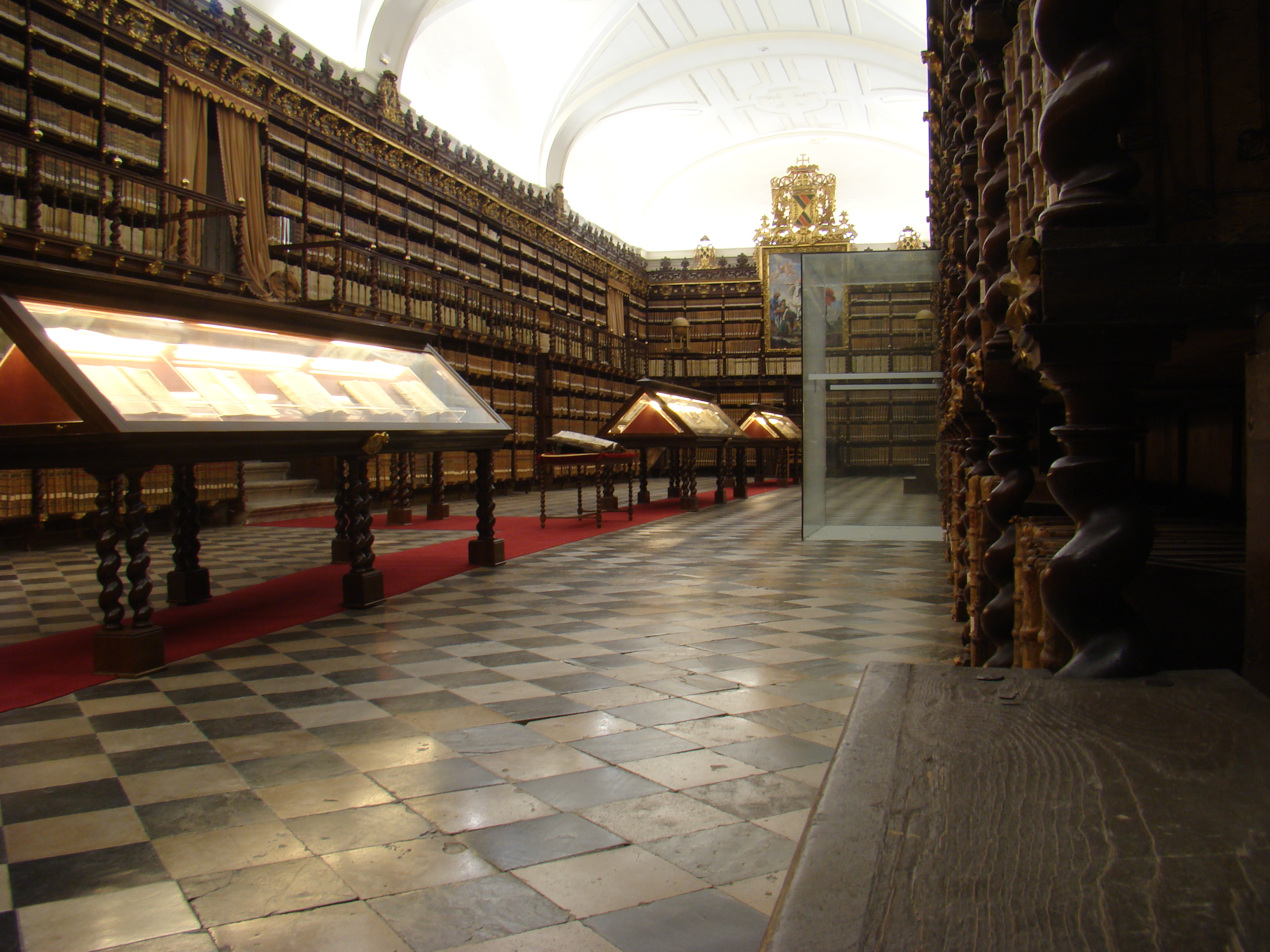
Vista de la Biblioteca del Colegio Mayor de Santa Cruz.

Al morir este fraile capellán hacia 1900 (tenía más de ochenta años), dejó el documento a buen recaudo de su amigo Santiago Quintanilla Palmero, quien a su vez se lo entregó a Antonio de Nicolás como persona más en contacto con el mundo de la Historia y la investigación. Antonio de Nicolás dio la noticia como ya se ha dicho y pidió a José Martí y Monsó (pintor y director de la Escuela de Bellas Artes) y a Juan Agapito y Revilla (arquitecto y cronista de Valladolid) que lo tomaran a su cargo para hacer el pertinente estudio y posterior divulgación. Finalmente fue depositado en la biblioteca del Colegio de Santa Cruz donde se facilitaba su consulta a todo investigador que lo solicitase.

## El manuscrito
Lleva el título de:

Noticias Chronographicas y Topographicas del Real y religiosísimo convento de los Frailes Menores Observantes de S. Francisco de Valladolid, cabeza de la Provincia de la Inmaculada Concepción de N. Señora y es su autor Frai Mathias de Sobremonte, indigno Fraile Menor y el menor de los moradores del mismo Convento.

Está encuadernado en pergamino y compuesto de 195 folios que miden 30 por 19 centímetros. La letra de fray Matías es clarísima; en los folios 193 vuelto, 194 y 195 se observan unas notas al margen comentando hechos de los años 1739, 1740, 1790, 1802 y 1823, con una escritura característica de esos años y perteneciente a un continuador anónimo. Comienza por un índice muy detallado para seguir con un largo prólogo-dedicatoria, antes de entrar en materia con las llamadas Noticias, que es el texto propiamente dicho.

### Sumario
Es el índice, llamado por el autor Sumario de las particularidades que se contienen en estas noticias. Está dividido en dos partes más un apéndice: "Parte Chronographica" que consta de 14 Noticias y "Parte Topographica" con 13 Noticias. El apéndice lleva el título de:

Addiciones de algunas cossas pretermitidas o menos ajustadas en la primera y segunda parte destas Noticias.

refiriéndose a los números VII, VIII, X, y XII de la primera parte, y III, IV, V, IX, X y XI de la segunda. Cada una de las partes tiene su propia numeración en números romanos y en cada número se da a conocer de manera muy resumida cada tema a tratar, de forma que facilita en gran medida al lector la búsqueda de cualquier dato que le interese.

#### ParteChronographica
I De la primera fundación de este convento en Rio-olmos.
II De la segunda fundación o traslación de este convento al sitio a donde ahora está.
III De los sitios que adquirió el convento para ensanchar su cerco y de los que después donó y vendió a diversas personas.
IV De los derechos que la Iglesia Romana tiene por este convento contra las casas que se han edificado alrededor de él.
V De los privilegios y gracias que los sumos Pontífices y señores Reyes de Castilla han concedido a este convento.
VI De la diversidad de gobierno y prelados superiores que ha tenido este convento.
VII En que se pone un Catálogo de los Guardianes que ha tenido este convento.
VIII De los hijos de singular y conocida virtud que ha tenido este convento.
IX De otros hijos de este convento claros por virtud letras y puestos.
X De algunos claros varones hijos de otras provincias y conventos que han vivido de asiento o algún tiempo en este.
XI De algunos religiosos de conocida virtud cuyas cenizas descansan en la iglesia de este santo convento.
XII De algunas cosas dignas de memoria que han sucedido en este convento.
XIII De los Capítulos Generales y Provinciales y Congregaciones Capitulares que se han celebrado en este convento.
XIV De las comunidades que concurren a este convento en el discurso del año y Cofradías que están sitas en él.

#### ParteTopographica
I De la fábrica y disposición de la habitación de los Religiosos.
II De la Sacristía de este convento y Reliquias que hay en ella.
III De las Capillas, Altares y sepulturas que están entre la Sacristía nueva y Capilla mayor y claustro.
IV De la Capilla mayor, su fábrica, sepulcros y Patronato.
V De las capillas de la iglesia que están al lado del Evangelio.
VI De las Capillas de la iglesia que están al lado de la Epístola.
VII Del cuerpo de la iglesia y cosas dignas de memoria que en él hay.
VIII Del Coro antiguo y nuevo.
IX De las sepulturas y capillas del claustro principal.
X De la capilla de la Tercera Orden.
XI De la nave o iglesia de Santa Juana con las capillas que hay en ella y de la puerta que llaman de Santiago.
XII De la Puerta Principal, Atrio y Patio de la iglesia.
XIII De la fachada y puerta principal deste convento que sale a la Plaza Mayor o Mercado.

### Prólogo
El prólogo es al mismo tiempo una dedicatoria dirigida A los reverendos Padres Guardian y Convento de San Francisco. Está fechado el 20 de diciembre de 1660 y firmado, Frai Matthias de Sobremonte.
Comienza con una pequeña presentación de sí mismo y la justificación de haber escrito estas memorias. Explica cómo anteriormente había dedicado seis años a escribir un compendio de las obligaciones del estado religioso en común y del estado religioso en particular de los frailes y monjas de San Francisco y una biografía de fray Alonso Despina, franciscano de Palencia y Confesor del rey Enrique IV de Castilla, Predicador de los Reyes Católicos y obispo de Trinopoli. Comenta que, acostumbrado ya a estos trabajos y con motivo de:

[...] buscar datos para ajustar cierta pretensión desta ciudad de Valladolid, en ocasión que vino a ella la Majestad de Felipe IV este año de 1660, acerca del balcón de la fachada [...] puseme a escribir las noticias de las cosas dignas de memoria que en el convento hay y ha habido desde su fundación hasta estos tiempos [...] dándome tanta prisa por dejarlo acabado antes de que se me acabe la vida, que ya en mi edad no hay otra cosa que esperar ni que temer. [...]

Continúa pidiendo perdón por las posibles faltas cometidas en términos de arquitectura, aun cuando asegura que consultó a los que tenían obligación de saberlos.
Todos los datos, según sus propias palabras, fueron recogidos de los archivos de la Provincia religiosa, de los conventos y del libro antiguo de la fundación que carecía de fecha y autoría. Recurrió también a las obras escritas por un gran número de franciscanos de cierto rango y a las obras de historiadores como el maestro Gil González Dábila, Prudencio Sandoval, Alvar García de Santa María, Padre Mariana y a la historia manuscrita del gran historiador vallisoletano Juan Antolínez de Burgos.
Comenta sobre estos autores, que aunque muy valiosos, a veces tuvo que apartarse de su parecer e investigar y contrastar paralelamente, haciendo referencia a una cita de Plutarco que dice:

[...] el que no quisiera errar en seguir pareceres de otros no ha de mirar solo a la autoridad de quien los dice o escribe, sino examinar de por sí, mirando las circunstancias todas, lo que oiere o lo que leiere.

### Las Noticias
Cada Noticia abarca temas diferentes e interesantes para conocer la historia y la arquitectura del convento. Muchas de ellas facilitan además el conocimiento de hechos, costumbres, sucedidos y personajes de la propia ciudad de Valladolid. Así en la Noticia n.º XIV hace una clara descripción de cómo era un auto general de fe, de las autoridades que asistían y el lugar que ocupaban, de cómo se engalanaba toda la plaza y sus edificios, y de las distintas ceremonias desde el amanecer hasta el final de los oficios.
En la Noticia n.º XII de la Parte Topographica, cuando describe el patio de la iglesia, hace otro tanto sobre los ajusticiados y sus sepulturas, dando así a conocer aquella costumbre que venía de siglos atrás:

En estas sepulturas están los huesos de los Justiciados puestos en los caminos porque no los solían enterrar y los comían los perros. [...] El sábado antes del Domingo Quinto de Cuaresma se recojen los huesos de los ajusticiados y se colocan en ataúdes en el humilladero de la puente mayor, donde el Domingo por la mañana celebran por ellos cuantos sacerdotes concurren dando de limosna la cofradía por cada misa tres reales. [...] se ordena un acompañamiento autorizadisimo al fin del que vienen los ataúdes que en varas de litera traen acemilas enlutadas, llegando a este convento a una hora de noche. [...] La Parroquia dice un responso cantando y el Convento luego hace el oficio funeral y entierra los huesos.

Son muy extensas también las distintas referencias no solo de las obras artísticas sino de sus autores. Revisando el índice con detenimiento puede el lector tener un amplio conocimiento de cuantos temas aparecen en estas Noticias.

## El autor
El propio fray Matías al hablar de sí mismo proporciona su biografía (bastante completa y detallada) al final de la Noticia X de la Parte Chronographica.
Nació en la ciudad de Palencia a las 12 de la noche del 21 de octubre de 1598. Sus padres fueron Matías Baca de Sobremonte y Catalina Despina Velázquez. Fue bautizado con el nombre de Matías en la parroquia de San Antolín de Palencia. A los 9 años de edad entró en las Escuelas de esa ciudad, regentadas por el maestro Francisco Lucio, donde estudió Gramática. A los 13 años estudió Artes en el colegio de la Compañía de Jesús, cuyo maestro fue el padre Diego de Baeza, hasta que tomó el hábito en San Francisco de Palencia el 15 de enero de 1614, siendo Guardián N.V.P.F. Antonio Daza y un año después tomó la profesión.
Desde Palencia le destinaron a Medina de Rioseco donde continuó el estudio de las Artes con fray Diego de Santa Cruz y después se trasladó al convento de San Francisco de Valladolid para estudiar Teología, siendo sus lectores (maestros) los padres Francisco Álvarez, Alonso de Prado y Jerónimo de Milán. En julio de 1619 fue trasladado a Palencia y después a Segovia en cuyo Capítulo fue instituido como Lector de Artes de Almazán; desde allí pasó al Colegio franciscano de San Pedro y San Pablo de Alcalá de Henares y desde octubre de 1627 hasta febrero de 1639 fue Lector de Teología en Segovia. En esta última fecha se le otorgó Patente de Jubilado y el 12 de febrero de este mismo año juró en el Tribunal del Santo Oficio de Valladolid como Calificador. A continuación sirvió como secretario y como escribiente de altas autoridades eclesiásticas hasta que en enero de 1644 le instituyeron como Guardián de Segovia. En el Capítulo celebrado en mayo de 1647 en Medina de Rioseco fue elegido Ministro de la Provincia de la Concepción cuya sede principal era Valladolid, comentando esta noticia con una frase humilde: «Siendo yo el más indigno de ella». A continuación añade en nota marginal la visita que hizo por aquellas fechas a distintas Provincias religiosas franciscanas de España.
Nada se sabe con exactitud de la fecha de su muerte ni del lugar donde aconteciera. En la hoja anterior a la portada puede leerse esta información escrita con letra del siglo XVIII:

De este docto escritor [fray Matías] hizo mención entre los varones ilustres de Palencia el Doctor Don Pedro Fernández del Pulgar, Canónigo Penitenciario de aquella Santa iglesia en la Historia de la misma ciudad, tomo II, libro III, página 311, diciendo: Fray Matías de Sobremonte, de la Orden de San Francisco, fue Lector Jubilado, Calificador del Santo Oficio de la Inquisición, Provincial de su Provincia de la Concepción. Escribió… […] Vi manuscritos estos libros; pero hasta ahora no se han dado a la estampa.